# Alien: Covenant
Alien: Covenant es una película británica - estadounidense de terror y ciencia ficción de 2017 dirigida por Ridley Scott y escrita por John Logan y Dante Harper, basada en una historia de Michael Green y Jack Paglen. Es la secuela de la película Prometheus (2012), la precuela de Alien, el octavo pasajero (1979) y la sexta entrega general en la serie de películas de Alien, así como la tercera dirigida por Scott. La película está protagonizada por Michael Fassbender, Katherine Waterston, Billy Crudup, Danny McBride y Guy Pearce, entre otros; y sigue a la tripulación de una nave colonizadora que aterriza en un planeta desconocido, donde se guarda un aterrador secreto. 
Alien: Covenant tuvo su premier el 4 de mayo de 2017 en Londres, y fue lanzado el 12 de mayo de 2017, en el Reino Unido y el 19 de mayo en los Estados Unidos y en la mayoría del mundo. La película recibió una respuesta polarizante de las audiencias pero generalmente obtuvo revisiones positivas de los críticos, con muchos alabando el traer de vuelta el estilo del director Ridley Scott y elogiando la interpretación dual de Fassbender. La película ha recaudado un total mundial de $240.7 millones  contra un presupuesto de producción de $ 97 millones.

## Argumento
En 2024, Peter Weyland, fundador y gerente general de la multinacional británica Weyland Industries, activa un nuevo androide con inteligencia artificial. Weyland le pide que elija un nombre, a lo que el androide elige "David", tras contemplar la escultura del David de Miguel Ángel. La alegría del magnate llega a su fin cuando el sintético cuestiona por qué su creador es un ser mortal y él un sirviente inmortal.
En 2104, la nave colonial Covenant, con 15 tripulantes, 2000 colonos y 1140 embriones humanos a bordo, se dirige al remoto planeta Origae-6, vigilados por el androide Walter con el fin de terraformarlo y establecer una colonia permanente. A siete años y cuatro meses de llegar a su destino, una onda de radiación neutrónica daña la nave. El caos que genera la tormenta en los sistemas eléctricos de la Covenant provoca la muerte del capitán Branson, 47 colonos y 15 embriones. Después de despertarse y el funeral del capitán (lanzándolo al espacio), la tripulación detecta una señal de radio de origen humano procedente de un planeta cercano (16EG14) que aparentemente no tiene vida. En contra del criterio de Daniels, experta en terraformación, el capitán Oram, oficial ejecutivo de la nave, decide investigar. Daniels justifica su actitud debido a la incertidumbre que genera el aterrizar en un planeta de un sistema que nunca había sido detectado antes y la misión más importante, era llevar a los colonos y embriones a otro planeta.
Al llegar a la fuente de emisión, un equipo de exploración desciende a la superficie en una nave de aterrizaje, mientras la Covenant permanece en órbita. Karine, la bióloga, establece una estación de estudio ecológico junto con la escolta del mercenario Ledward mientras el resto investiga el origen de la señal. Descubren los restos de la nave de los ingenieros que Elizabeth Shaw utilizó para escapar del planeta LV 223 pocos años antes, tras la destrucción de la Prometheus. Ledward y Hallet, son infectados por esporas, y aunque Karine intenta ayudar al primero, Faris los pone en cuarentena en la bahía médica del módulo de aterrizaje. Una pálida criatura desconocida, el Neomorfo, brota violentamente de la espalda de Ledward, y lo mata. A continuación, el Neomorfo ataca a Karine. Faris intenta salvar a Karine, pero se resbala con un charco de sangre, dándole tiempo a la criatura de atacarla a ella, desesperada, huye hasta la bahía de carga donde le dispara reiteradas veces al alienígena, fallando e impactando contenedores con material explosivo, haciendo estallar la nave.
Mientras el equipo de tierra es testigo de la explosión, Hallet comienza a convulsionar y otro Neomorfo sale desde su boca. Entrada la noche, ambos Neomorfos, ya de mayor tamaño, atacan al grupo, perdiendo al mercenario Ankor y Walter una de sus manos al defender a Daniels. Los mercenarios restantes logran matar a una de las criaturas y la otra escapa luego de ser ahuyentada por una bengala lanzada por un encapuchado desconocido que les pide que lo sigan.
El encapuchado resulta ser David, único superviviente de la Prometheus, que los lleva hasta una ciudad desolada. David revela que, cuando llegó al planeta con Shaw, la nave de los ingenieros descargó accidentalmente su carga de ánforas de líquido negro, un arma biológica, y mató a la población de ingenieros que vivían aislados en esa ciudad. En el caos que siguió, la nave se estrelló y Shaw murió en el impacto. El Neomorfo nacido de Hallet llega hasta la ciudad y decapita a la mercenaria Rosenthal mientras esta se aseaba. David lo sorprende y trata de domesticarlo, pero queda horrorizado cuando Oram lo mata. En venganza, David lo lleva a una cámara donde hay varios huevos. David confiesa que había estado realizando experimentos con el líquido negro para crear nuevos híbridos alienígenas. David infecta a Oram con un abrazacaras y, momentos después, éste muere al salir un xenomorfo de su pecho.
Tras descubrir el cuerpo mutilado de Elizabeth Shaw en una cápsula de supervivencia especial, el androide Walter confronta a David, quien revela finalmente que bombardeó a la población del planeta con el líquido negro de forma deliberada, y mató a todos los ingenieros. David lucha, logra desactivar a Walter y secuestra a Daniels, con intención de utilizarla como "conejillo de indias" para sus experimentos, al igual que hizo con Shaw anteriormente en la nave Prometheus. Aparentemente Walter salva al equipo e intentan evacuar del planeta. El piloto Tennessee llega en otra nave de asistencia de construcción de colonias, para evacuar a los supervivientes. A medida que se aproximan a la Covenant, son atacados por el alien nacido de Oram, pero logran matarlo con la grúa de la nave de construcción y escapar del planeta. Sin embargo, el xenomorfo nacido de Lope entra en la nave principal y mata a toda la tripulación, y deja a Daniels, Tennessee y Walter como únicos supervivientes, que consiguen expulsar al xenomorfo al espacio usando el muelle de terraformación.
Con la nave a salvo, la tripulación con vida vuelve a entrar en hibernación y reanuda su misión original. Cuando Walter la vuelve a poner en hibernación, Daniels le pregunta si le ayudará a construir una cabaña cuando lleguen a Origae-6. Al no entender su pedido, Daniels se da cuenta de que Walter es en realidad David. Tras ello, Daniels queda inconsciente en la cámara de hibernación. David decide continuar sus experimentos usando a la tripulación de la Covenant como anfitriones. Se le ve colocando dos embriones de abrazacaras, protegidos en su interior y los regurgita, para guardar en el congelador junto a embriones humanos, mientras suena La entrada de los dioses al Valhalla, de Richard Wagner, y David envía un mensaje a la Tierra, firmando como Walter y diciendo que toda la tripulación, excepto Daniels y Tennessee, habían muerto por la onda de radiación en el espacio.

## Reparto
- Michael Fassbender como David y Walter que son dos sintéticos. David es un androide creado por Weyland Corporation, miembro de la destruida Prometheus,[11] y Walter, otro androide más avanzado a bordo de la Covenant.[12]
- Katherine Waterston como "Danny" Daniels, experta en terraformación a bordo de la Covenant y viuda del capitán de la nave, Jacob Branson. Ella es la tercera al mando después de Branson y Oram.[13] Waterston dijo que ella era muy consciente de las comparaciones que iban a hacerse entre ella y Ellen Ripley de Sigourney Weaver, pero que trató de no pensar demasiado en ella mientras filmaba por miedo a ser intimidada.[14]
- Billy Crudup como Christopher Oram, primer oficial de la Covenant, marido de Karine y oficial científico en jefe. Oram es un hombre de fe autocrítico que cree que su papel en la Covenant es un acto de destino y en un principio comparte una relación "contenciosa" con Daniels.[15]
- Danny McBride como Tennessee "Tee" Faris, piloto de la Covenant y esposo de Maggie.[16]
- Demián Bichir como el sargento Lope, jefe de la unidad de seguridad a bordo de la Covenant y esposo del Sargento Hallett.[17]
- Carmen Ejogo como Karine, la esposa de Oram, una bióloga a bordo de la Covenant.[15]
- Amy Seimetz como Maggie Faris, la piloto de aterrizaje, esposa de Tennessee.[18]
- Callie Hernandez como Upworth, la médico a bordo de la Covenant.[19]
- Jussie Smollett como Ricks, marido de Upworth. Oficial de navegación de la Covenant.[20]
- Nathaniel Dean como el sargento Hallett, marido de Lope y miembro de su unidad de seguridad[17] y James Franco aparece brevemente como el fallecido Capitán Jacob Branson, capitán de la Covenant y marido de Daniels.[21] Alexander England,  Benjamin Rigby, Tess Haubrich y Uli Latukefu, interpretan a miembros adicionales de la unidad de seguridad: Ankor, Ledward, Rosenthal y Cole, respectivamente.[19][22][19][19]
- Javier Botet como el Xenomorfo
- Guy Pearce repite su papel como Peter Weyland, el trillonario fundador y CEO de Weyland Corporation (ahora la Corporación Weyland-Yutani) que murió antes de la destrucción de la nave Prometeo.[23]
- Noomi Rapace que había interpretado a la arqueóloga la Dra. Elizabeth Shaw como miembro de la destruida Prometeo en la película anterior,  apareció en un corto prólogo promocional de Covenant que se estableció en lo sucedido entre las dos películas,[24] pero no actúa en el corte final de la película, aunque su voz se escucha y se ve en una imagen.
- Andrew Crawford retrata el papel del xenomorfo/neomorfo.[25][19]
- Lorelei King, que presta su voz para la computadora "Madre" del Covenant, fue un colega de Helen Horton, la voz de la "Madre" de Nostromo de 1979.[26]

## Inspiración y temas
En la revista New York, David Edelstein comentó que el androide de David representaba a una nueva generación de monstruos villanos como el tradicional Frankenstein, afirmando: "En Star Trek, ese nexo hombre-máquina era ... esperanzador. Los últimos motivos de David, que muestra en Alien: Covenant se relacionan directamente con la tradición de las películas de Terminator y Matrix y, por supuesto, con la de la novela Frankenstein, que llevaba el subtítulo El Prometeo Moderno. Stephen Hawking -quien sobrevivió con la ayuda de máquinas- predijo que nos quedarían 100 años de vida antes de que las máquinas evolucionadas tomen la imperfección humana como justificación para destruir a la humanidad.
Kevin Lincoln, escribiendo para la revista Vulture en un artículo titulado "Lo que otros villanos de Blockbusters pueden aprender de David en Alien: Covenant", dio un fuerte respaldo a la interpretación de David como el archi-villano en la película declarando: "esta franquicia está mostrando que todavía es posible que un blockbuster moderno tenga un gran villano". En Alien: Covenant, David —el androide interpretado por Michael Fassbender, introducido por primera vez en Prometheus— se convierte en su propio antagonista, dinámico y genuinamente llamativo, que no sólo es igual que los héroes, sino que se convierte incluso en el hilo central de la serie. Ese es en gran parte, el trabajo que se hace en Alien: Covenant.
Escribiendo para Vox, Allisa Wilkinson dijo que "Alien: Covenant confunde demasiado al tratar de exponer sus alegorías, profundamente ambiciosas, de Satanás". Hizo hincapié en el aspecto demoníaco miltoniano del androide David, diciendo: " […] David es un Satanás mejor que el mismo Satanás ... Es como si en el universo Alien, el diablo haya evolucionado, gracias a que los humanos lo crearon. David, fatalmente, tiene la capacidad de crear algo que Satanás nunca tuvo, y usará ese poder sólo para destruir. No tiene ninguna necesidad real de rebelarse contra su creador, ya que desde el momento en que se hizo sensible, sabía que ya había ganado. Él es indestructible y está decidido a hacer criaturas que imiten su impulso hacia la dominación total".

## Producción

### Desarrollo
En 2012, antes del lanzamiento de Prometheus, el director Ridley Scott comenzó a insinuar sobre una posible secuela. Scott dijo que una secuela seguiría a Shaw a su próximo destino, "porque si es paraíso, el paraíso no puede ser lo que usted piensa que es. El paraíso puede ser extremadamente siniestro y ominoso". El guionista de Prometeo, Damon Lindelof, puso en duda su propia participación y dijo: "si Scott quiere que me involucre en algo, sería difícil decir que no. Al mismo tiempo, siento que la película podría beneficiarse de una voz fresca o una nueva toma. Scott dijo que una película adicional sería necesaria para salvar el lapso de treinta años escrito como la brecha de tiempo que transcurre entre la secuela de Prometheus y Alien.
Hasta el 1 de agosto de 2012, Fox estaba persiguiendo una secuela con Scott, Noomi Rapace y Michael Fassbender involucrados, y estaba hablando con nuevos escritores en caso de que Lindelof no regresara. En diciembre de 2012, Lindelof finalmente optó por no trabajar en el proyecto. Al principio, Scott declaró que la película no contaría con xenomorfos, "La bestia está hecha, cocinada". Sin embargo, Scott hizo más adelante declaraciones contradictorias, confirmando la presencia de los xenomorfos en la película.
El guion inicial fue escrito por Dante Harper, pero una extensa reescritura fue realizada por el guionista John Logan. Logan había trabajado anteriormente con Scott en Gladiator. Para Logan, el concepto principal era adoptar una línea de trama dual para la película que combinaría los elementos de horror de Alien con los elementos filosóficos de Prometeo. Él dijo: "Con Alien: Covenant, sólo quería escribir algo que tuviera la sensación del Alien original, porque ver esa película fue uno de los grandes acontecimientos de mi juventud. Fue tan abrumador en términos de lo que me comunicó y sus implicaciones, que cuando empecé a hablar con Ridley sobre lo que se convirtió en Alien: Covenant, le dije, "Sabes, eso fue una película de miedo.' Quería escribir una película de terror porque los elementos del Gran Guignol de Alien son tan profundos. Tratamos de recapturar eso con Alien: Covenant, al mismo tiempo que tratamos de rendir homenaje a las implicaciones más profundas de Prometeo. En términos de tono, ritmo y cómo elegimos tocar esta sinfonía en particular, queríamos crear una película realmente aterradora".
El 24 de septiembre, Scott reveló el título de la película como Alien: Paradise Lost. En noviembre de 2015, Scott reveló el nuevo título "Alien: Covenant", y la filmación debía comenzar en febrero de 2016 en Australia. Un logotipo oficial, sinopsis y fecha de lanzamiento fueron lanzados el 16 de noviembre de 2015. Durante una entrevista sobre el desarrollo del personaje de David desde Prometeo, Scott indicó el giro oscuro que David tomaría en Covenant, diciendo: "Él los odia, no tiene respeto por los Ingenieros ni respeto por los seres humanos".

### Preproducción
A finales de agosto de 2015, Scott confirmó que había comenzado a explorar los lugares donde se filmaría la película. En octubre de 2015, el gobierno australiano atrajo la producción de la película, junto con Thor: Ragnarok, a Australia, proporcionando 47.25 millones de dólares en subvenciones. Woz Productions Ltd., filial de 20th Century Fox, visitó Te Anau, Nueva Zelanda el 28 de marzo de 2016 para explorador las locaciones, para la filmación en Fiordland.
En junio de 2012, Damon Lindelof dijo que mientras que elementos de la trama fueron dejados deliberadamente sin resolver para que pudieran ser contestados en una secuela, él y Scott habían discutido a fondo lo que debía ser resuelto para que Prometheus pudiera presentarse como una película independiente, en el caso de que una secuela no estuviera garantizada.
El 26 de agosto de 2014 Scott confirmó en una entrevista para Entertainment Weekly que ya tenía escritas las secuelas de Blade Runner y Prometheus. El director habló a su vez sobre The Martian, su siguiente proyecto, tras el cual dirigiría la secuela de Blade Runner, dando poco margen a la confirmación de la fecha de realización de la secuela de Prometheus. Sin embargo, el 25 de noviembre de 2014 declaró que no dirigiría la segunda parte de Blade Runner, anunciando que solo sería el productor ejecutivo y confirmando a Harrison Ford en el reparto. A principios de marzo de 2015, se reveló que Scott sería también el productor de la nueva Alien 5, desarrollándose en paralelo tanto su filmación de la secuela de Prometheus como su producción de la secuela de Alien.
Finalmente, a principios de agosto de 2015 Scott anunció que iniciaría el rodaje de la secuela en enero de 2016, sin confirmarse aún por parte de 20th Century Fox una nueva fecha de estreno. Durante el Festival Internacional de Cine de Toronto, el cineasta afirmó que Michael Fassbender volvería a trabajar en ella, en la que también repetiría Noomi Rapace, estando programada para que su producción comenzara en el mes de febrero y añadiendo estar ya en preproducción para comenzar a rodar en Australia o Canadá.
El día 16, Fox confirmó en nota de prensa tanto el título como la fecha de estreno: el 6 de octubre de 2017 y a la semana siguiente Scott concretó el proyecto de una trilogía de secuelas de Prometheus, o de precuelas de Alien, para conectar ambas películas argumentalmente, siendo en total cinco los filmes que serían responsabilidad directa del realizador británico.
El 24 de octubre de 2016 Michael Fassbender reveló en una entrevista para la BBC el que sería el nuevo nombre que se le habría dado a los xenomorfos de la película, refiriéndose a los nuevos tipos de alien que se verían en Covenant como neomorfos, informando a su vez de otros detalles de estas nuevas criaturas. Posteriormente se filtraron diversas imágenes del set de rodaje en donde se mostraban dichos neomorfos.
En marzo de 2017, Scott confirmó que ya tenía listo el guion de la próxima precuela de Alien: el octavo pasajero y que el rodaje de dicha próxima entrega comenzaría en 2018. En un encuentro posterior mantenido por Waterston y Scott con los seguidores de Fandango, al director se le escapó el que podría ser el título de dicha película, Alien: Awakening, situándose su trama entre los acontecimientos de Prometheus y Alien: Covenant. Y que si la franquicia seguía llamando la atención del público, su intención sería realizar otra trilogía que enlazara directamente con la película original de 1979.
Durante la CinemaCon de Las vegas, los asistentes pudieron ver un nuevo adelanto que revelaba la conexión que hay entre Prometheus y Alien: Covenant.

### Reparto
El 18 de diciembre se anunció la incorporación de Katherine Waterston al reparto, además de los ya confirmados Michael Fassbender y Noomi Rapace, reemplazando a la anterior candidata Rebecca Ferguson. Alien: Covenant se ambientaría 10 años después de Prometheus y tendría una calificación R. Sin embargo, Ridley Scott desvelaría posteriormente que Noomi Rapace no aparecería en la secuela, filtrándose conversaciones para que Danny McBride se uniera al proyecto y previsiones de comenzar el rodaje en marzo. Harry Gregson-Williams compondría nuevamente la banda sonora de la película y según informó The Hollywood Reporter, el actor de origen mexicano Demián Bichir se sumó al reparto. Jussie Smollett, Amy Seimetz, Carmen Ejogo, Callie Hernandez, Alex England, Billy Crudup y Ben Rigby fueron seleccionados para ocupar puestos secundarios.
Posteriormente, Fox anunció el adelanto de la fecha de estreno en dos meses: el 4 de agosto de 2017.
El 21 de junio, Deadline informó que finalmente Noomi Rapace sí estaría involucrada en la secuela dado que se encontraba en Australia rodando varias escenas con Ridley Scott.
En una entrevista con Rolling Stone, el actor Danny McBride desveló que su personaje en la película sería el del piloto de la nave Covenant, que es una nave de colonización en busca de un planeta donde empezar de nuevo. Añadió a su vez que los efectos que se usarían en la película no recurrirán tanto a los generados por ordenador sino a los efectos especiales reales, tal y como se hicieron con las películas clásicas.
El 9 de diciembre se reveló por sorpresa que el actor James Franco se incorporaba al reparto.

### Rodaje

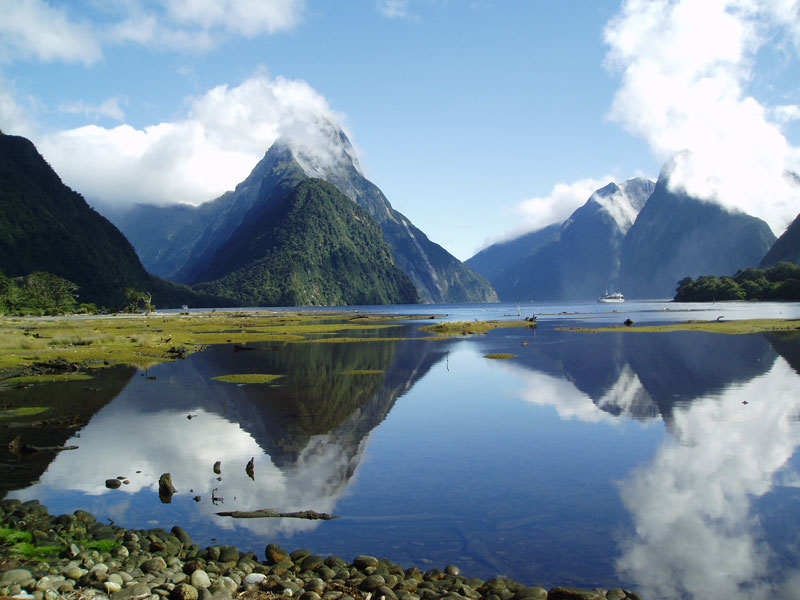
Milford Sound, emplazamiento de la fotografía principal.

La fotografía principal de la película comenzó el 4 de abril de 2016 en Milford Sound en el Parque nacional de Fiordland (Nueva Zelanda).
El 20 de julio de 2016, Ridley Scott dio por finalizado el rodaje de la película, iniciándose a partir de entonces un largo proceso de postproducción para terminar de limar los efectos digitales y artesanales.

### Posproducción
Pietro Scalia, el editor de la película, habló de la dificultad estructural de integrar las dos líneas de la historia en la edición final de la película en una entrevista con la ProVideo Coalition declarando: "Movimos algunas piezas estructuralmente, tratando de coincidir con la acción o historia que late en el planeta, así como saber cuándo regresar a la nave espacial.

## Música
Harry Gregson-Williams fue seleccionado para componer la película, desistiendo posteriormente. Finalmente correría a cargo de Jed Kurzel, quien ya intervino en Assassin's Creed.

## Estreno
Alien: Covenant tuvo programado su estreno en los Estados Unidos por 20th Century Fox el 4 de agosto de 2017, tras haber sido trasladada su fecha de lanzamiento, anunciada inicialmente para el 6 de octubre de 2017. Sin embargo, el 24 de noviembre la Fox adelantó nuevamente su proyección para el 19 de mayo, haciendo público el primer cartel oficial, si bien en otros países se pudo ver con antelación.
El 25 de diciembre del 2016, día de Navidad, se presentó el primer tráiler oficial de la película. El 23 de febrero del 2017 se publicó un extenso vídeo a modo de prólogo titulado La última cena que introducía al reparto. El 1 de marzo se lanzó un tercer tráiler, donde se mostraban imágenes explícitas de neomorfos. El 9 de marzo, Michael Fassbender se presentó como el androide Walter, en un nuevo adelanto y al día siguiente en un vídeo complementario.
El 23 de marzo se publicó en la cuenta oficial en Twitter un significativo póster promocional con el lema: El camino al paraiso comienza en el infierno, y el 3 de abril, 20th Century Fox lanzó tres nuevos avances emitidos tras el final de la séptima temporada de The Walking Dead. Llevaron por título: "Corre", "Reza" y "Escóndete". Al día siguiente, y en un nuevo adelanto para la televisión, le siguió la primera aparición de Noomi Rapace como la Dra. Shaw y un nuevo cartel de la película. El 6 de abril la productora publicó imágenes que mostraban tomas de rayos X a los personajes de la película en los que se podía visualizar un alien diferente en sus pechos.
El 26 de abril, Ridley Scott presentó un cortometraje "en agradecimiento a los seguidores de todo el mundo", titulado El cruce. Transcurre entre un período posterior a Prometheus y el inicio de Alien: Covenant.
Alien: Covenant tuvo su estreno en Londres, el 4 de mayo del 2017.

### Novelización
El lanzamiento de la película fue acompañado por una novelización de la película por Alan Dean Foster, que también fue autor de la novelización de la película original Alien de los años 70. Un volumen complementario del diseño artístico y escénico de la película fue lanzado al mismo tiempo, escrito por Simon Ward y titulado: The Art and Making of Alien: Covenant.

### Formato casero
Alien: Covenant fue lanzado en Blu-ray Disc, DVD y 4K Ultra HD el 15 de agosto de 2017. El lanzamiento casero incluye un comentario de audio del director, y 22 minutos de escenas perdidas y material no utilizado del primer corte de la película.

### Videojuego
El 26 de abril de 2017, 20th Century Fox lanzó Alien: Covenant In Utero, un teaser interactivo de realidad virtual para Alien: Covenant para el Oculus Rift y Samsung Gear VR. La experiencia fue producida por RSA, FoxNext VR, MPC, Mach1, AMD Radeon y Dell Alienware.

## Recepción

### Taquilla
Alien: Covenant recaudó $ 74.3 millones en Estados Unidos y Canadá y $ 166.7 millones en otros países, por un total mundial de $ 240.7 millones, contra un presupuesto de producción de $ 97 millones.

#### Estados Unidos
En Estados Unidos, la película fue lanzada al lado de Everything, Everything y Diary of a Wimpy Kid: The Long Haul, y se esperaba que hiciera un total bruto de alrededor $ 40 millones provenientes de 3 760 cines durante su fin de semana de estreno. Hizo $ 4.3 millones de prestrenos de la noche del jueves en cerca de 3000 cines, y $ 15.4 millones en su primer día, que estaba por debajo del viernes de estreno de Prometheus de 21.5 millones de dólares cinco años antes. Se estrenó con 36,2 millones de dólares, un 34% menos desde el debut de Prometheus, pero aun así terminó primero en la taquilla, como el segundo mayor debut de la serie canónica. En su segundo fin de semana, la película recaudó 10,5 millones de dólares, terminando 4.º en la taquilla y cayendo un 70,9%. La película fue sacada de los 1 112 cines en su tercer fin de semana y cayó otro 62.3%, acabando sexto en la taquilla con $ 4 millones.

#### Foránea
Fox lanzó la película en varios mercados internacionales una semana antes de su lanzamiento nacional. Fue lanzada en 34 mercados, donde debutó a $ 40.1 millones, posicionándose en el número uno en 19 de ellos. Su rango general para el fin de semana fue el segundo detrás de la carrera continua de Guardianes de la Galaxia vol. 2 Las mayores aperturas se registraron en Corea del Sur (7,2 millones de dólares), Reino Unido (6,4 millones), Francia (4,5 millones), Australia (3,1 millones) y México (2,5 millones). En China, la película fue lanzada el 16 de junio y recaudó $ 45 millones, llegando a la cima de la taquilla.

### Crítica

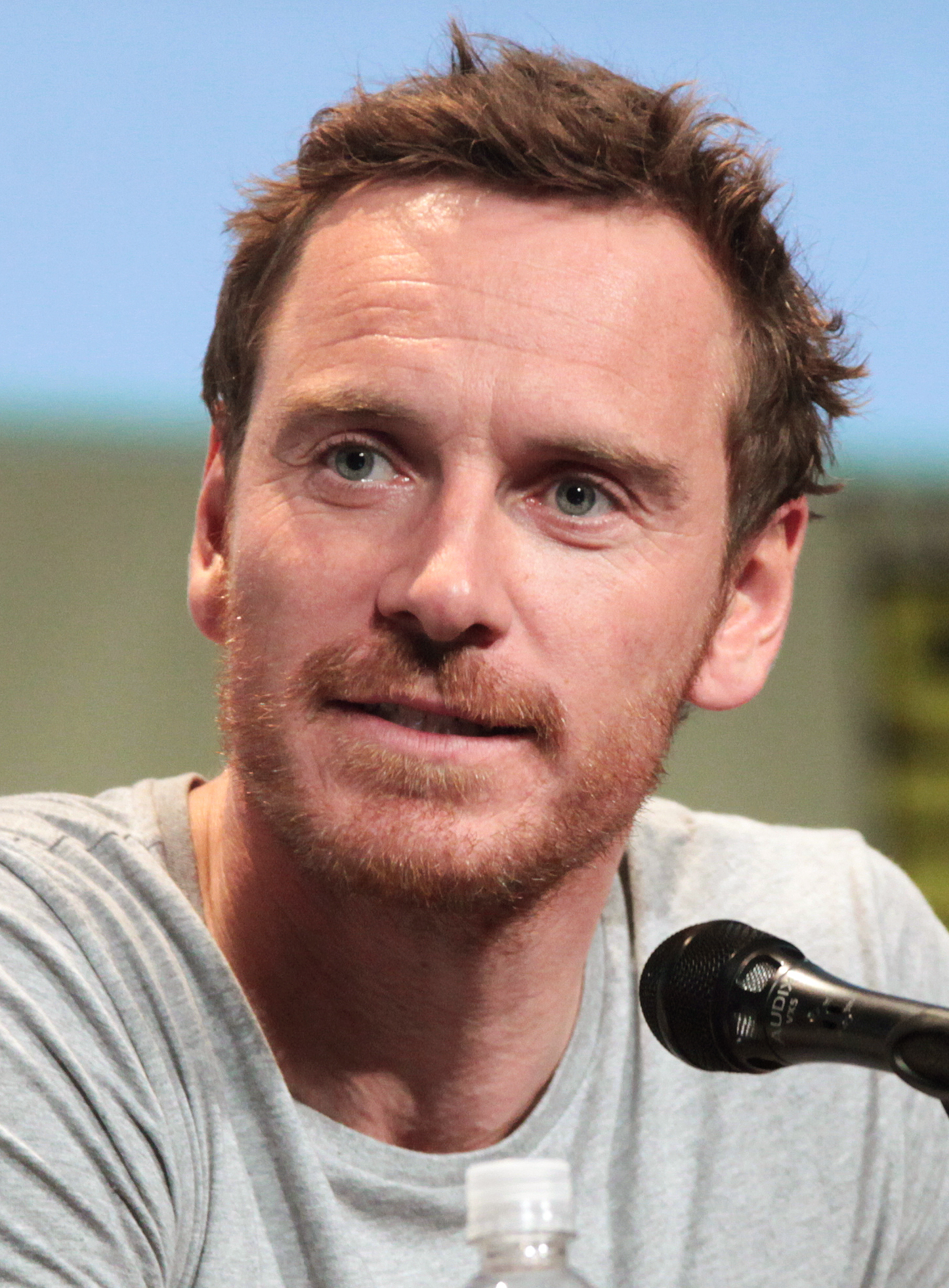
La interpretación dual Fassbender (dos androides similares con programación diferente) David y Walter, fue altamente elogiada por los críticos.

En el sitio web recopilador de reseñas, Rotten Tomatoes, la película tiene una calificación de aprobación del 65% con base en 402 comentarios, con una calificación media de 6.30/10. En el consenso crítico del sitio se leé: "Alien: Covenant entrega otra satisfactoria película de horror espacial a pesar de que no lleva a la saga de Alien hacia nuevas direcciones". En Metacritic, que asigna una calificación normalizada a 100, la película tiene una puntuación de 65, basada en 52 críticas, indicando "revisiones generalmente favorables". Las audiencias encuestadas por CinemaScore le dieron a la película una calificación promedio de "B" en una escala A + a F, la misma puntuación obtenida por su predecesor.
La película fue elogiada por su estética visual y diseño, cinematografía, diseño de producción y la actuación, con la doble actuación de Michael Fassbender como los androides David y Walter recibiendo los elogios. Sin embargo, la trama, incluyendo la mezcla entre la violencia monstruosa y las motivaciones del personaje, obtuvieron una respuesta más mixta.
Escribiendo para The Guardian, Peter Bradshaw le dio a la película una revisión positiva, alabando las actuaciones de sus actores, y comparándola con otras entradas de la serie, afirmando que la película es "... una compilación de grandes éxitos de los momentos extraños de las otras películas de Alien. La paradoja es que aunque se pretende reconocer estos toques, usted realmente no se impresionará a menos que usted los vea por primera vez. Por todo esto, la película es muy capaz de hacerse, con las poderosas y potentes actuaciones de Waterston y Fassbender ".

## Secuelas

### Alien: Awakening
En septiembre de 2015, Ridley Scott reveló que estaba planeando realizar dos secuelas de Prometheus para conectarla con la primera película de la saga fílmica de Alien, incluso añadió: "Tal vez [habrá] e incluso [serán] cuatro películas, antes de entrar de nuevo en la franquicia de Alien". En noviembre de 2015, Scott informó que Alien: Covenant sería la primera de tres películas adicionales del Universo Alien que conformarían las precuelas, antes de unirse a lo contado en Alien, el octavo pasajero, y declaró que las secuelas de Prometheus revelarían cómo fueron creados los Xenomorfos. El guion de la tercera precuela fue escrito durante la producción de Alien: Covenant y terminado en el 2017. La producción está programada para comenzar a filmarse en 2018. En el mes de marzo de 2017, Scott dijo, "Si realmente quieres una franquicia, lo que la puede mantener serían como unas seis películas. De nuevo no la voy a dar por finalizada, de ninguna manera". En abril, Scott anunció que la planificada película de Neill Blomkamp Alien 5 fue cancelada. En una entrevista posterior, dijo que habría participado como productor, pero fue por decisión de 20th Century Fox que había decidido no seguir adelante con el proyecto, dado que ésta había dado prioridad a su obra.
El 21 de julio de 2017, Hollywood Reporter aseguró en un reportaje que 20th Century Fox estaba reestudiando las secuelas mientras Ridley Scott estaba ocupado con All the Money in the World y The Cartel, sus dos próximos proyectos. Covenant recaudó la mitad que su predecesora, sumado a la fría recepción que mostró el público habría sido suficiente como para que el estudio se lo pensara dos veces antes de invertir en las dos secuelas que el director tendría pensadas.
Sin embargo, el 24 de mayo de 2019, aprovechando el cuadragésimo aniversario de Alien, la revista Variety confirmaba que la mítica saga de ciencia ficción tendría una nueva película en forma de precuela que continuaría los acontecimientos de la última entrega, Alien Covenant, e intentaría establecer ese nexo de unión faltante tras los últimos proyectos de Scott. Todavía en fase de guion, el director británico reveló que este sigue la línea de Prometheus y Covenant, siendo el final de una trilogía que enlazaría con lo que vimos en Alien, el octavo pasajero.